# Peelven
Een Peelven is een venachtige laagte die ontstaan is in een door veengroei of andere oorzaken slecht doorstromend beekdal in de omgeving van de Peel. 
Dit verschijnsel is in engere zin slechts aan te treffen in de omgeving van Weert, en wel in het stelsel van de Tungelroyse beek, met name aan de Einderbeek. De bodem bevat veen en dit veen rust op leem. Men spreekt van doorstromingsveen, waarmee bedoeld wordt dat het water traag afstroomt door de bovenste veenlaag.
Zowel de lemige ondergrond als het doorstromingsaspect betekenen dat het een duidelijk afwijkend karakter heeft van de noordelijker gelegen Peel. Het Peelvennengebied ligt, afhankelijk van de gevolgde definitie, in of in de naaste omgeving van de Peel. De Peel is ontstaan als een gebied waar door de ligging op een waterscheiding de beekdalen volledig verstopten zodat sterke verzuring optrad; in de Peelvennen bestond dezelfde neiging zonder dat het helemaal zover is gekomen.

## Einderbeekgebied
De keten van Peelvennen aan de Einderbeek doet zich thans voor als een keten van moerassen. De keten van Peelvennen aan de Einderbeek omvat de volgende gebieden: 
- Moeselpeel
- Kootspeel
- Roeventerpeel
- Schoorkuilen
- Sarsven
- De Banen

De Schoorkuilen zijn een vennengebied dat rond 1922 bij aanleg van het kanaal Wessem-Nederweert onder het zand is verdwenen en werd omgezet in landbouwgebied. Vanaf 2007 heeft Rijkswaterstaat het gebied bij wijze van Natuurcompensatie weer gedeeltelijk hersteld. Een klein gedeelte aan de Kwegt werd al eerder als proefproject gerealiseerd en werd opgenomen in het Natura2000-gebied Sarsven-de Banen.

## Vergelijkbare situaties
De Roukespeel, gelegen in het natuurgebied De Krang van Natuurmonumenten, is een gebied met vergelijkbare eigenschappen, dat echter niet aan de Einderbeek maar aan de ´eigenlijke´ Tungelrooise beek ligt. Het Bakelwells Peelke is bijvoorbeeld een veenplas nabij het Weerterbos, in een hydrologisch geïsoleerd gebied dat eigenlijk tot de verstopte bovenloop van de Dommel behoorde. Ook de Kruispeel en de Groote Moost (aan de Noordervaart ter hoogte van Meijel) zou men wellicht tot deze gebiedscategorie kunnen rekenen. 
In de omgeving komen overigens meer voorbeelden voor van met veen verstopt geraakte beekdalen, zonder dat per se van Peelvennen sprake hoeft te zijn. In de naburige Belgische Kempen, bijvoorbeeld rond de stad Hasselt, komen sterk venige beekdalen -anders dan in Nederland- nog algemeen voor. 

## Oppassen voor verwarring
Enkele waarschuwingen rond deze term zijn zeker op hun plaats: 
- Er treedt vaak verwarring op met de sterk gelijkende term Peelvenen, waarmee de omgeving van Groote Peel, Deurnese Peel en Mariapeel wordt aangeduid, met name in relatie tot een landinrichtingsproject.
- Het is nauwelijks mogelijk bij dit soort categorisering een consequente of eenduidige lijn te trekken. Ook kan het woord Peelven niet door iedereen als term voor een gebiedstype worden beschouwd, in de Peel worden en kunnen namelijk de woorden ven en veen niet strikt gescheiden en er kwamen overal in de Peel vennen voor. Zo heeft b.v. het Peelven bij St. Anthonis niets met Einderbeek-achtige verschijnselen te maken.
- De inhoud van de term Peelvennen overlapt grotendeels met de 'Midden-Limburgse Peelrestanten', met name gehanteerd in het kader van de verdrogingsbestrijding. Hiermee bedoelt men doorgaans de moerassige natuurgebieden zuidelijk van de noordervaart en oostelijk van het kanaal Wessem-Nederweert.